# Křen
Křen (Armoracia) je nevelký rod rostlin z čeledi brukvovité, zahrnující celkem 3 druhy. Je přirozeně rozšířen v Evropě a Asii. Křen selský je pěstován jako pochutina a rozšířil se i do dalších netropických oblastí Eurasie, severní Afriky, Severní Ameriky i na odlehlý Nový Zéland. V České republice roste pouze jediný druh, křen selský.

## Rozšíření
Rod křen zahrnuje 3 druhy a je přirozeně rozšířen v mírném pásu Eurasie. Křen selský se vlivem pěstování rozšířil i do jiných oblastí mírného pásu. Za oblast původu je považována Moldávie a jižní Ukrajina, kde roste v úvalech větších řek. V Evropě se vyskytuje ještě křen velkoplodý (Armoracia macrocarpa). Je to panonský endemit, vyskytující se nepříliš často na jihovýchodě Slovenska, v Maďarsku, Rumunsku a Srbsku.
Druh Armoracia sisymbrioides je rozšířen v západní i východní Sibiři a na ruském Dálném východě.
Ve volné přírodě křen nejčastěji vyrůstá v hlubokých půdách na vlhkých i polostinných místech podél vodních toků nebo nádrží.

## Taxonomie
Druhy se od sebe odlišují hlavně velikosti květů a plodů (šešulek) a kořenem. Křen selský má menší květy i plody a kořen ostře pálivý (rozmnožuje se vegetativně), kořen křenu velkoplodého je sladký až mírně pálivý (rozmnožuje se semeny).

## Popis
Křeny jsou vytrvalé rostliny s mohutným dužnatým kořenem válcovitého tvaru z jehož hlavy vyrůstá více lysých lodyh dorůstající do výše 50 až 120 cm. Lodyhy jsou přímé, na průřezu oblé, uvnitř duté a podélně rýhované, výše se lodyhy obvykle větví. Dlouze řapíkaté listy u báze lodyhy jsou silně nahloučené a dorůstají obvykle do délky 20 až 50 cm a šířky 7 až 20 cm. Výše postavené lodyžní listy jsou střídavé a mají jen krátké řapíky nebo jsou přisedlé, po obvodě bývají celistvé či různě dělené a často zvlněné; všechny listy jsou lysé.
Ve vyšších částech lodyh vyrůstají na tenkých stopkách drobné bílé oboupohlavné květy vytvářející bohatá hroznovitá květenství která se postupně s tvorbou plodů prodlužují a rozvolňují. Zelené kališní plátky jsou vejčité nebo podlouhlé a mají blanitý lem, bílé korunní plátky delší než kališní jsou obvejčité, podlouhlé nebo obkopinaté. Šest jen mírně nestejně dlouhých tyčinek nese na mírně ztloustlých nitkách podlouhlé prašníky, u báze tyčinek jsou nektarové žlázy, čnělka je krátká, blizna je hlavatá, celistvá nebo dvoulaločná.
Plody jsou zploštělé, elipsovité nebo okrouhlé pukavé šešulky obsahující až 25 hnědých, oválných, matných semen umístěných ve dvou řadách. Rostliny se samovolně rozmnožují semeny a rozrůstáním kořenových výběžků, u pěstitelů dělením rostlin nebo kořenovými odřezky.

## Význam
Křen selský se často pěstuje jako kořenová zelenina. Kořene se pro svou palčivou chuť (obsahuje hodně hořčičných silic, sinigrin) používá jako přílohy k různým masitým pokrmům nebo ze sladších druhů se vaří omáčky. Ve fytoterapii se strouhaného kořene používá jako léčivého prostředku hlavně na špatně se hojící rány, zanícené klouby, při chřipce, zápalu plic i preventivně proti rozličným nemocem, např. i rakovině. Pro vitamín C byl námořníky používán proti kurdějím.

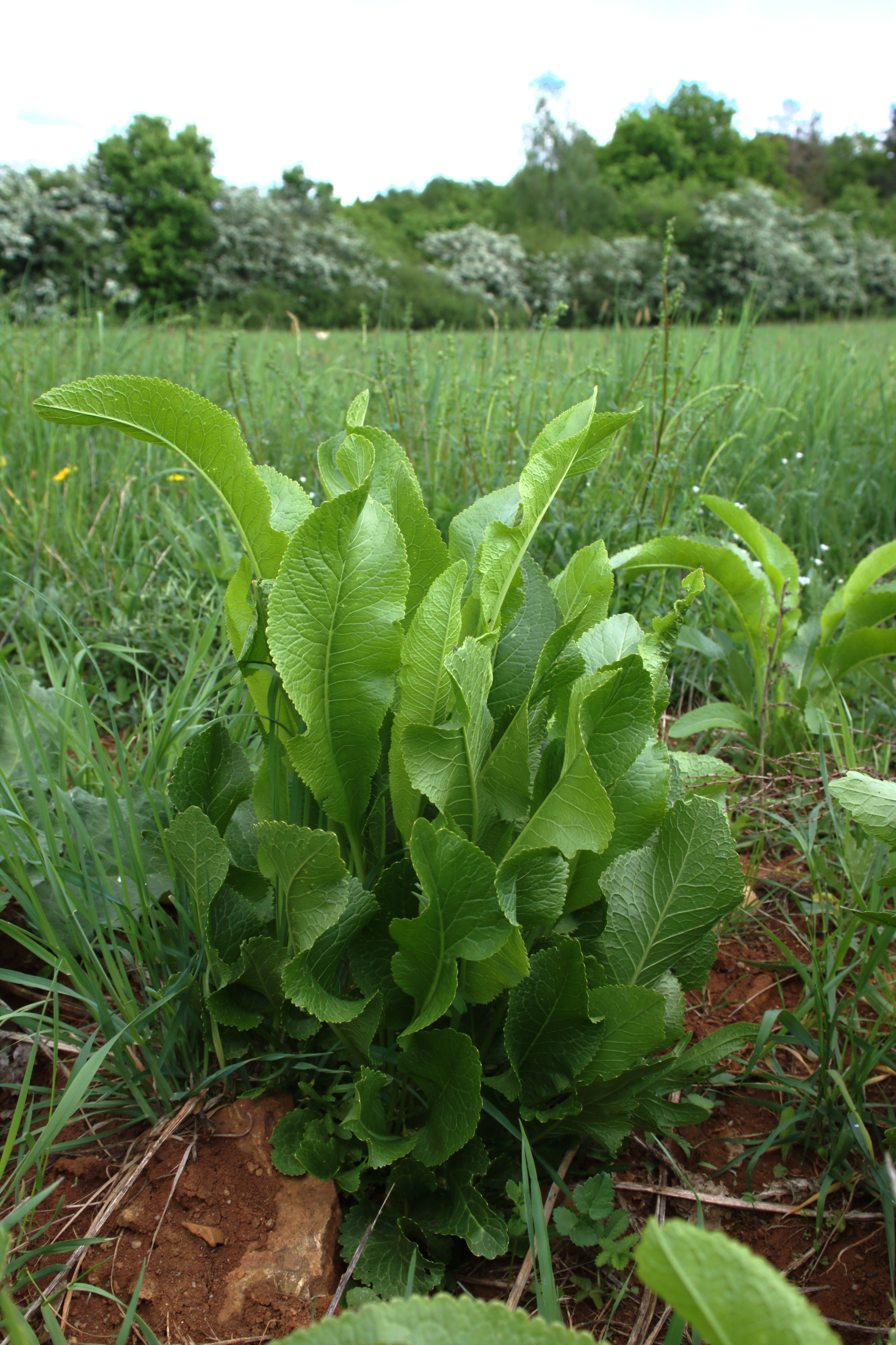
Křen selský před rozkvětem
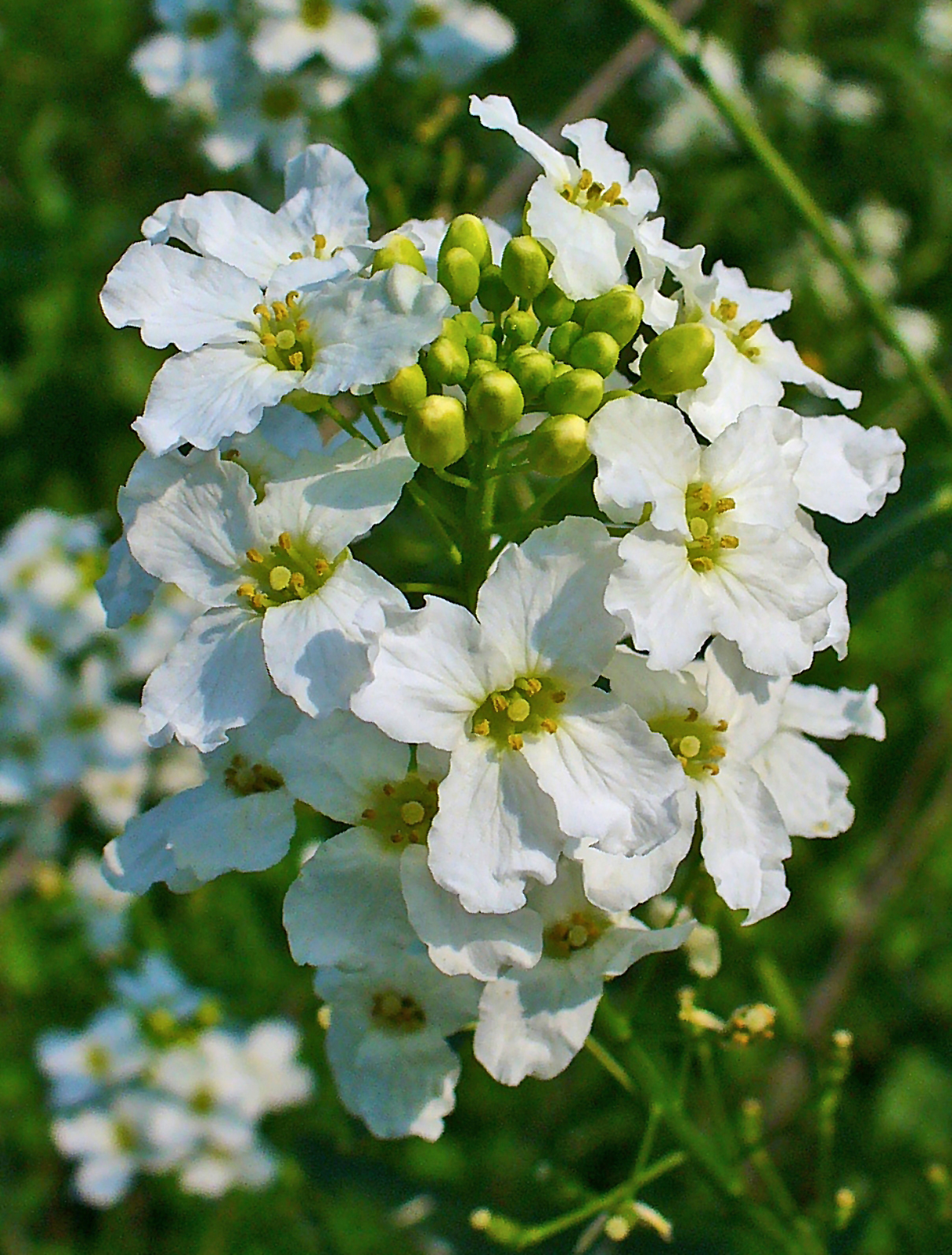
Část květenství
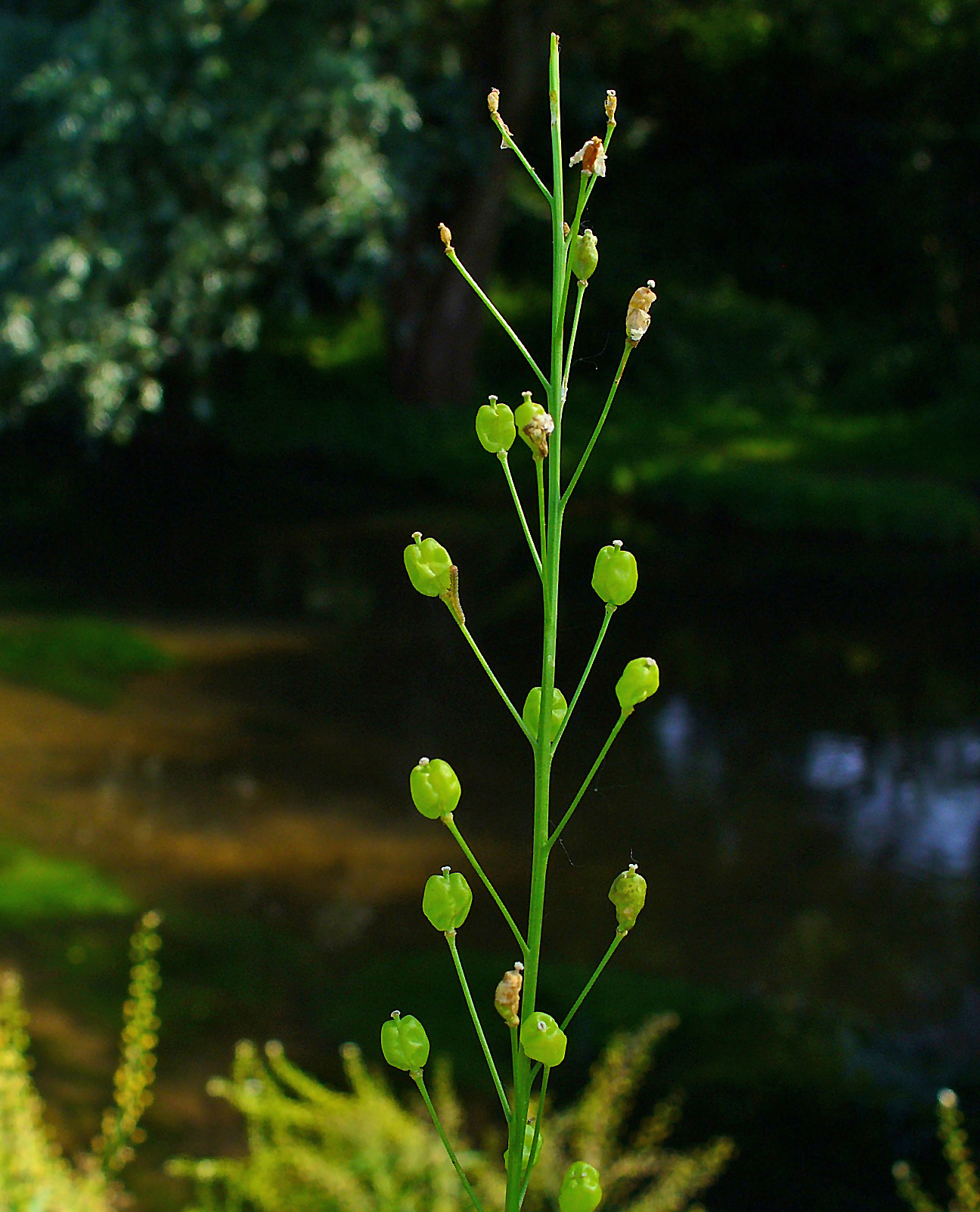
Plody
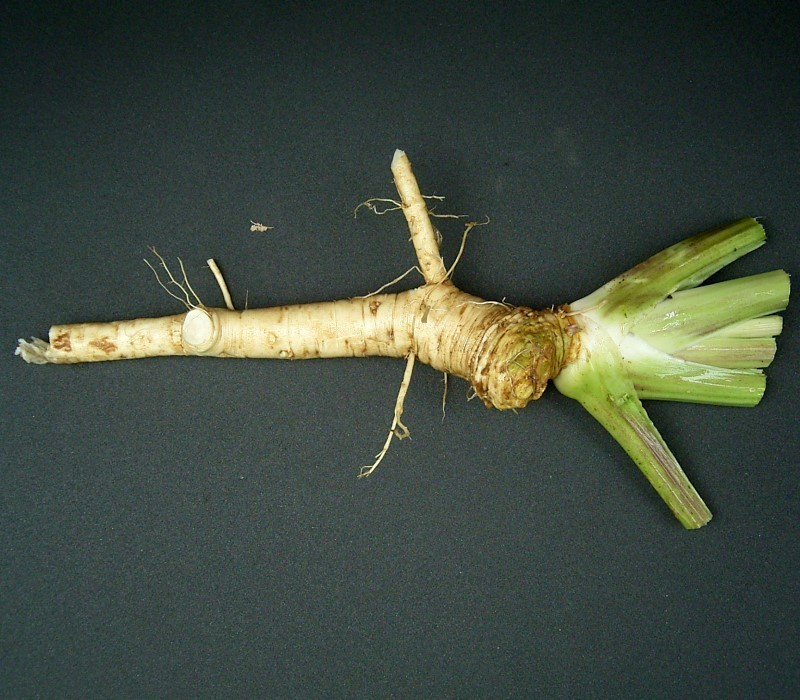
Kořen